# NGC 2798
NGC 2798 este o interacțiune de galaxii situată în constelația Linxul. A fost descoperită în 14 ianuarie 1788 de către William Herschel. Se află la o distanță de 27,8 de megaparseci de Pământ.